# Amegilla albigenella
Amegilla albigenella es una especie de abeja excavadora perteneciente al género Amegilla, categorizada en la tribu Anthophorini, de la subfamilia Apinae. Fue descrita por el entomólogo americano Charles Duncan Michener en 1965.
El macho mide aproximadamente 14 mm de longitud, las alas anteriores 10,1 mm y el ancho de su cabeza es de 4,7 mm. Cuenta con abundante pelaje, clípeo y mandíbula de color amarillo, esternón marrón anaranjado, patas marrones con algunas partes naranja.

## Distribución
Se distribuye por Australia, en el estado de Australia Occidental.